# Brockham
Brockham is een civil parish in het bestuurlijke gebied Mole Valley, in het Engelse graafschap Surrey met 2868 inwoners.